# Gaylussacia cardenasii
Gaylussacia cardenasii är en ljungväxtart som beskrevs av A. C. Smith. Gaylussacia cardenasii ingår i släktet Gaylussacia och familjen ljungväxter. Inga underarter finns listade i Catalogue of Life.